# Kontant (tv-program)
 For alternative betydninger, se Kontant. (Se også artikler, som begynder med Kontant)
Kontant er et forbrugermagasin, der sendes på tv-kanalen DR1. Programmet vandt prisen som "Årets Aktualitets-program" til TV Prisen i 2003.

## Programmets værter
- Mette Vibe Utzon – 2001-2004
- Anders Bech-Jessen – 2004-2006
- Klaus Bundgård Povlsen – 2007-2009
- Kåre Quist – 2009-2013
- Jakob Krogh - 2013-2014
- Jakob Illeborg- 2014-2018
- Jacob Kragelund - 2019-

## Ekstern henvisning
- Kontant-programside på dr.dk